# Reprezentacja Iranu w koszykówce mężczyzn
Reprezentacja Iranu w koszykówce mężczyzn reprezentuje Iran w rozgrywkach międzynarodowych. Drużynę kontroluje Irański Związek Koszykówki. Od 1947 należy do FIBA. 
Reprezentacja Iranu trzykrotnie triumfowała w Mistrzostwach Azji w koszykówce mężczyzn.